# Luminosité (physique des particules)
Pour les articles homonymes, voir Luminosité (homonymie).
En physique des particules, la luminosité d'un détecteur détermine le taux d'évènements qu'il est susceptible d'enregistrer. En réalité, un évènement donné a une probabilité d'occurrence déterminée par sa section efficace, déterminant schématiquement la section par laquelle une particule incidente doit passer pour interagir avec une particule donnée. En pratique, la luminosité est donnée non pas comme un taux d'évènement (c'est-à-dire une fréquence, qui serait exprimée en hertz), mais en taux d'évènement par section efficace, le taux d'évènement d'une section efficace donnée étant déterminé par le produit de la section efficace considérée par la luminosité.
Dans le Système international d'unités, la luminosité s'exprime en m-2·s-1. Cependant, en pratique, on la trouve au moins aussi souvent exprimée en cm-2·s-1, ainsi qu'en barn-1·s-1, le barn étant une unité de section efficace (non reconnue par le Système international) fixée à 10-28 m2.
La luminosité intégrée représente le nombre d'évènements par unité de section efficace sur une durée donnée. Elle est simplement déterminée par le produit de la luminosité par la durée considérée (ou l'intégrale de la luminosité sur l'intervalle considéré, si la luminosité n'y est pas constante). L'unité de la luminosité intégrée est ainsi l'inverse d'une surface, le plus souvent exprimé en cm-2 ou en b-1.
La luminosité est utilisée entre autres pour déterminer le temps nécessaire pour observer un nombre déterminé d'évènements, et par suite, si une expérience donnée est capable ou non d'observer tel ou tel type d'évènement avec une statistique raisonnablement bonne.
La luminosité nominale attendue au Large Hadron Collider (LHC), entré en service le 10 septembre 2008, est de 1034 cm-2·s-1, soit 10-2 pb-1·s-1. À titre de comparaison, la luminosité maximale atteinte par le Tevatron était début 2008 de 3,2×1032 cm-2·s-1. Sa luminosité intégrée depuis 2001 a atteint en 2008 les 5000 pb-1, ce que le LHC devrait être en mesure d'atteindre en moins d'une semaine de fonctionnement en luminosité nominale.